# Famelobiotus scalicii
Genre
Espèce
Famelobiotus scalicii, unique représentant du genre Famelobiotus, est une espèce de tardigrades de la famille des Macrobiotidae. 

## Distribution
Cette espèce est endémique du Brunei.

## Description
L'holotype mesure 180 µm et le paratype 270 µm.

## Étymologie
Cette espèce est nommée en l'honneur de Guido Scalici.

## Publications originales
- Pilato, Binda & Lisi, 2004 : Famelobiotus scalicii, n. gen. n. sp., a new eutardigrade from Borneo. New Zealand Journal of Zoology, vol. 31, no 1, p. 57-60 (texte intégral).